# Junior Kelly

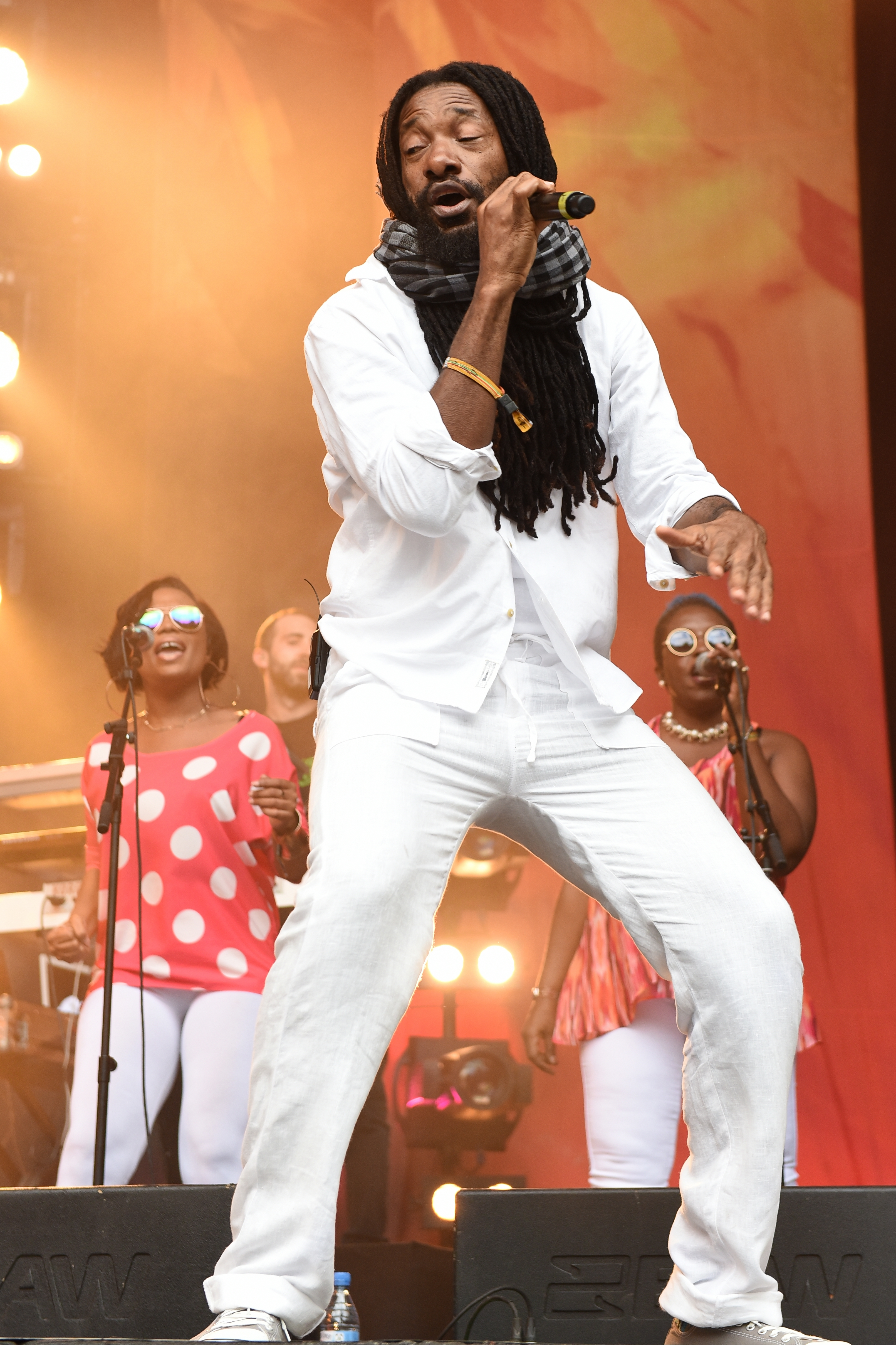
Junior Kelly beim Ruhr Reggae Summer 2016

Junior Kelly (* 23. September 1969 in Kingston; eigentlicher Name Keith Morgan) ist ein jamaikanischer Reggaemusiker.

## Leben
Junior Kelly wurde am 23. September 1969 unter dem bürgerlichen Namen Keith Morgan in Kingston, Jamaika geboren. Die Familie lebte in eher ärmlichen Verhältnissen. Morgans älterer Bruder fungierte unter dem Pseudonym Jim Kelly als Deejay bei Killamanjaro, einem bekannten Soundsystem, und unterstützte die Familie finanziell. Durch seinen Bruder kam Morgan mit der Musik in Berührung. Als Keith 13 Jahre alt ist, wird sein Bruder jedoch in unmittelbarer Nähe ihres Hauses erschossen. Mitte der 80er beginnt er bei Soundsystems zu singen. Zu dieser Zeit nahm er auch den Künstlernamen „Junior Kelly“ zu Ehren seines Bruders an. Seit 1993 ist Junior Kelly solo aktiv und hat sich seitdem zu einer in der Szene durchweg bekannten Person hochgearbeitet.

## Diskographie
- Piece Of The Pie, 2013
- Red Pond, 2010
- Tough Life, 2005
- Five Disciples Part II (mit Sizzla, Capleton, Luciano und Anthony B), 2003
- Kings Of Zion (mit Sizzla, Anthony B und Capleton), 2003
- Bless, 2003
- Smile, 2003
- Toe 2 Toe 5 (mit Sizzla), 2003
- The Five Disciples (mit Sizzla, Anthony B, Luciano und Capleton), 2002
- Conscious Voice, 2002
- Juvenile In Dub, 2002
- Juvenile. 2002
- 3 Wise Men Volume II (mit Sizzla, Luciano, und Qshandia), 2001
- Love So Nice, 2001
- Rise, 2000

### Kollaborationen
Junior Kelly hat während seiner Karriere mit einer Vielzahl von Reggaekünstlern zusammengearbeitet. Zu den bekanntesten gehören Sizzla, Capleton, Luciano, Anthony B und Gentleman, durch den er auch im deutschsprachigen Raum einen höheren Bekanntheitsgrad erreichte.